# توفيق جبران
توفيق جبران إعلامي لبناني عمل في تلفزيون عجمان ثم في تلفزيون أبوظبي ثم في بقناة الحرة.

## عنه
تخرج من كلية الهندسة الداخلية بالجامعة اللبنانية الأميركية. شارك في برنامج ستديو الفن عام 1993 عن فئة تقديم البرامج وحاز على الميدالية الذهبية عمل في ال بي سي الفضائية اللبنانية فترة قصيرة والتحق بعدها بتلفزيون عجمان أول قناة خاصة بالإمارات قدم برامج عديدة تنوعت بين الفنية والمسابقات ثم انتقل للعمل في تلفزيون أبوظبي بعد شراء مؤسسة الإمارات للإعلام حقوق تلفزيون عجمان ويعد أول من قدم برنامجاً عن الإنترنت. انتقل عام 2004 إلى قناة الحرة وقدم فيها برامج حتى العام 2017، وهو من مؤسسي نقابة المعلوماتية والتكنولوجيا في لبنان والمتحدث الإعلامي لها.

## البرامج التي قدمها
| اسم البرنامج            | القناة         | العام     |
| ----------------------- | -------------- | --------- |
| آي تك                   | قناة الحرة     | 2004-2017 |
| كليك                    | تلفزيون أبوظبي | 1999-2003 |
| أماسي                   | تلفزيون أبوظبي | 1999-2001 |
| ليالي النجوم            | تلفزيون أبوظبي | 1999      |
| أحسب حسابك              | تلفزيون عجمان  | 1997-1999 |
| جولة في صحافتنا المحلية | تلفزيون عجمان  | 1999      |
| صباح الإمارات           | تلفزيون عجمان  | 1998      |
| المتخصصون               | تلفزيون عجمان  | 1998      |
| باب الحظ                | تلفزيون عجمان  | 1996-1997 |
| سهرة خيمة رمضان         | تلفزيون عجمان  | 1996-1997 |